# Пиллерс

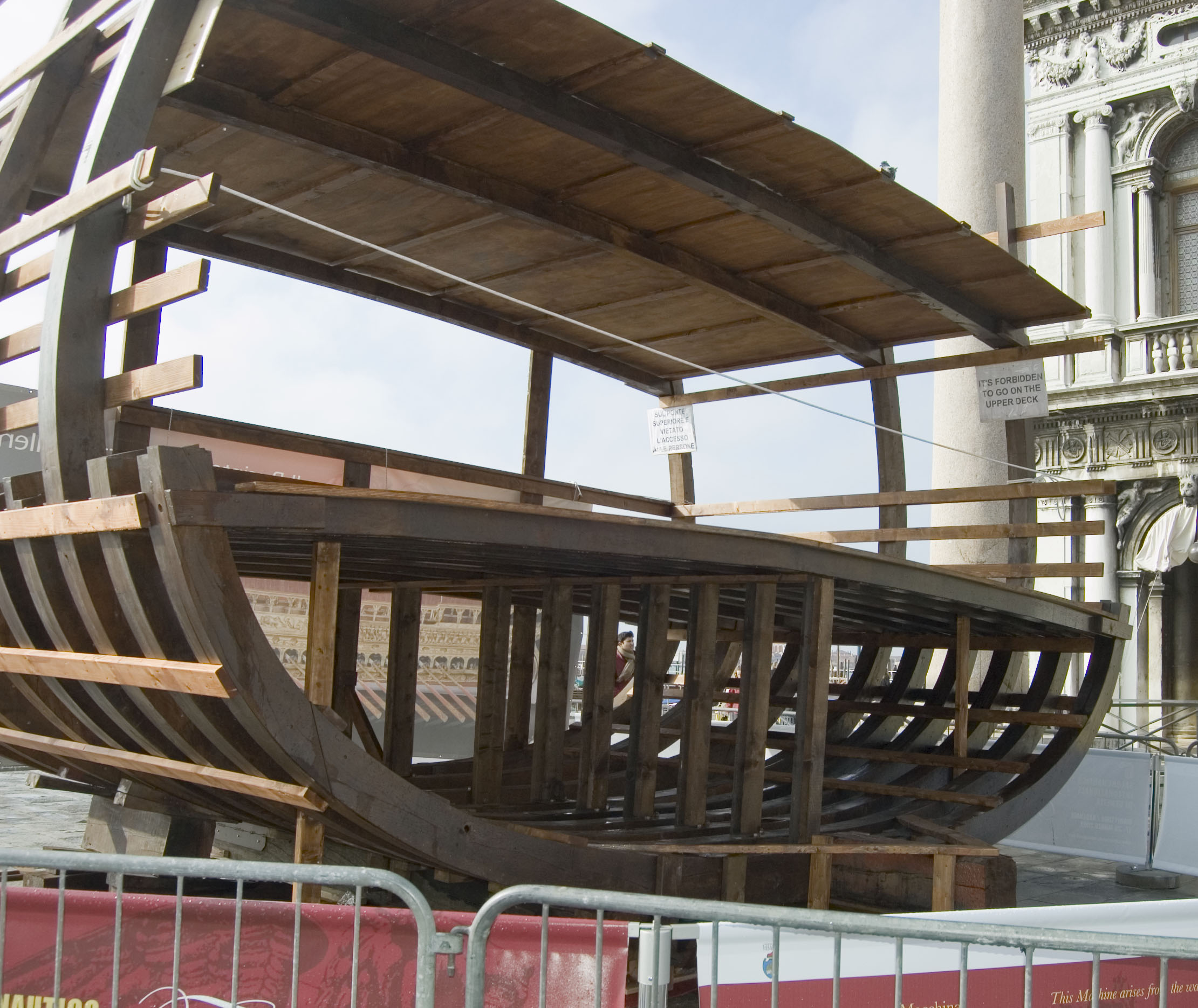
Фрагмент конструкции венецианской галеры Бучинторо. Вдоль оси в трюме установлен ряд пиллерсов

Пиллерс (от англ. pillar — «колонна; столб») — несущий элемент судового набора, на который укладывают палубные бимсы. Представляет собой одиночную вертикальную опорную стойку, которая служит опорой для корабельной палубы, принимая на себя её вес, а также вес палубного груза и оборудования.
При многопалубной компоновке судовой конструкции пиллерсы обычно устанавливают один под другим под каждой палубой и в трюме, таким образом, чтобы создавалась единая прямая линия, которая передаёт вес груза с палуб на днищевое перекрытие. В судостроении пиллерсы могут быть постоянными и откидными.
Оконечности пиллерсов соединяют с балками судового набора при помощи книц, к бимсам крепят при помощи наголовников, а к самой палубе — специальными башмаками. Пиллерсы могут иметь круглую или любую иную форму поперечного сечения, однако оптимальным выбором их профиля считают толстостенную трубу. Нередко в судостроении используют также сварные пиллерсы, состоящие из нескольких профилей (швеллера, угольника, листа).